# Campionat d'Europa d'atletisme de 2024
El XXVII Campionat d'Europa d'atletisme se celebrà a la ciutat de Roma (Itàlia) entre els dies 7 i 12 de juny de 2024 sota l'organització de l'Associació Europea d'Atletisme (AEA) i la Federació italiana d'atletisme.

## Història
Aquesta fou la tercera vegada que Itàlia organitzà aquest esdeveniment esportiu després de l'edició inaugural de 1934 realitzat a Torí, que fou únicament per a atletes masculins, i l'edició de 1974 realitzat a l'Estadi Olímpic de Roma. El 2024, en la tercera ocasió que Itàlia organitzava l'esdeveniment, també se celebrà els 50 anys de l'última edició. L'Estadi Olímpic, seu principal de la competició, també va organitzar els Jocs Olímpics d'estiu de 1960 i els Campionat del Món d'atletisme de 1987. El recinte va ser renovat l'any 1990 i té capacitat per a 70.000 espectadors.
El 10 de novembre de 2020, l'Associació Europea d'Atletisme (EAA) va escollir Roma en la seva 160a reunió del Consell celebrada en línia a causa de la pandèmia de la COVID-19. La capital italiana fouf l'escollida per davant de la ciutat polonesa de Katowice.

## Calendari
| E | Eliminatòries | C | Classificació | ½ | Semifinals | F | Final |

| Data →               | Dv 07 | Dv 07 | Ds 08 | Ds 08 | Ds 08 | Dg 09 | Dg 09 | Dg 09 | Dl 10 | Dl 10 | Dm 11 | Dm 11 | Dx 12 |
| Prova ↓              | M     | T     | M     | T     | T     | M     | T     | T     | M     | T     | M     | T     | T     |
| -------------------- | ----- | ----- | ----- | ----- | ----- | ----- | ----- | ----- | ----- | ----- | ----- | ----- | ----- |
| 100 m                |       | E     |       | ½     | F     |       |       |       |       |       |       |       |       |
| 200 m                |       |       |       |       |       | E     | ½     | ½     |       | F     |       |       |       |
| 400 m                |       |       | E     |       |       |       | ½     | ½     |       | F     |       |       |       |
| 800 m                | E     |       |       | ½     | ½     |       | F     | F     |       |       |       |       |       |
| 1500 m               |       |       |       |       |       |       |       |       | E     |       |       |       | F     |
| 5000 m               |       |       |       | F     | F     |       |       |       |       |       |       |       |       |
| 10000 m              |       |       |       |       |       |       |       |       |       |       |       |       | F     |
| Marató               |       |       |       |       |       | F     |       |       |       |       |       |       |       |
| 3000 m obst.         |       |       | E     |       |       |       |       |       |       | F     |       |       |       |
| 110 m tanques        | E     |       |       | ½     | F     |       |       |       |       |       |       |       |       |
| 400 m tanques        |       |       |       |       |       | E     |       |       | ½     |       |       | F     |       |
| Salt d'alçada        |       |       |       |       |       | C     |       |       |       |       |       | F     |       |
| Salt amb perxa       |       |       |       |       |       |       |       |       | C     |       |       |       | F     |
| Salt de longitud     | C     |       |       | F     | F     |       |       |       |       |       |       |       |       |
| Triple salt          |       |       |       |       |       | C     |       |       |       |       |       | F     |       |
| Pes                  | C     |       | F     |       |       |       |       |       |       |       |       |       |       |
| Disc                 | C     | F     |       |       |       |       |       |       |       |       |       |       |       |
| Martell              |       |       | C     |       |       |       | F     | F     |       |       |       |       |       |
| Javelina             |       |       |       |       |       |       |       |       |       |       | C     |       | F     |
| Decatló              |       |       |       |       |       |       |       |       | F     | F     | F     | F     |       |
| 20 km marxa          |       |       |       | F     | F     |       |       |       |       |       |       |       |       |
| relleus 4×100 m      |       |       |       |       |       |       |       |       |       |       | E     |       | F     |
| relleus 4×400 m      |       |       |       |       |       |       |       |       |       |       | E     |       | F     |
| relleus 4×400 m mixt |       | F     |       |       |       |       |       |       |       |       |       |       |       |

| Data →               | Dv 07 | Dv 07 | Ds 08 | Ds 08 | Ds 08 | Dg 09 | Dg 09 | Dg 09 | Dl 10 | Dl 10 | Dm 11 | Dm 11 | Dx 12 |
| Prova ↓              | M     | T     | M     | T     | T     | M     | T     | T     | M     | T     | M     | T     | T     |
| -------------------- | ----- | ----- | ----- | ----- | ----- | ----- | ----- | ----- | ----- | ----- | ----- | ----- | ----- |
| 100 m                |       |       | E     |       |       |       | ½     | F     |       |       |       |       |       |
| 200 m                |       |       |       |       |       |       |       |       | E     | ½     |       | F     |       |
| 400 m                |       |       | E     |       |       |       | ½     | ½     |       | F     |       |       |       |
| 800 m                |       |       |       |       |       |       |       |       | E     |       | ½     |       | F     |
| 1500 m               | E     |       |       |       |       |       | F     | F     |       |       |       |       |       |
| 5000 m               |       | F     |       |       |       |       |       |       |       |       |       |       |       |
| 10000 m              |       |       |       |       |       |       |       |       |       |       |       | F     |       |
| Mitja marató         |       |       |       |       |       | F     |       |       |       |       |       |       |       |
| 3000 m obst.         | E     |       |       |       |       |       | F     | F     |       |       |       |       |       |
| 100 m tanques        | E     |       |       | ½     | F     |       |       |       |       |       |       |       |       |
| 400 m tanques        |       |       |       |       |       | E     |       |       | ½     |       |       | F     |       |
| Salt d'alçada        |       | C     |       |       |       |       | F     | F     |       |       |       |       |       |
| Salt amb perxa       |       |       | C     |       |       |       |       |       |       | F     |       |       |       |
| Salt de llargada     |       |       |       |       |       |       |       |       |       |       | C     |       | F     |
| Triple salt          | C     |       |       |       |       |       | F     | F     |       |       |       |       |       |
| Pes                  | C     |       | F     |       |       |       |       |       |       |       |       |       |       |
| Disc                 | C     |       |       | F     | F     |       |       |       |       |       |       |       |       |
| Martell              |       |       |       |       |       | C     |       |       |       | F     |       |       |       |
| Javelina             |       |       |       |       |       |       |       |       | C     |       |       | F     |       |
| Heptatló             | F     | F     | F     | F     | F     |       |       |       |       |       |       |       |       |
| 20 km marxa          |       | F     |       |       |       |       |       |       |       |       |       |       |       |
| relleus 4×100 m      |       |       |       |       |       |       |       |       |       |       | E     |       | F     |
| relleus 4×400 m      |       |       |       |       |       |       |       |       |       |       | E     |       | F     |
| relleus 4×400 m mixt |       | F     |       |       |       |       |       |       |       |       |       |       |       |

## Resultats

### Categoria masculina

#### Pista
| Prova                          | Or | Or       | Plata                                                                             | Plata    | Bronze                                                                                              | Bronze   |
| 100 metres llisos detalls      | Marcell Jacobs (ITA)                                                                                                | 10.02    | Chituru Ali (ITA)                                                                 | 10.05    | Romell Glave (GBR)                                                                                  | 10.06    |
| 200 metres llisos detalls      | Timothé Mumenthaler (SUI)                                                                                           | 20.28    | Filippo Tortu (ITA)                                                               | 20.41    | William Reais (SUI)                                                                                 | 20.47    |
| 400 metres llisos detalls      | Alexander Doom (BEL)                                                                                                | 44.15    | Charles Dobson (GBR)                                                              | 44.38    | Liemarvin Bonevacia (NED)                                                                           | 44.88    |
| 800 metres llisos detalls      | Gabriel Tual (FRA)                                                                                                  | 1:44.87  | Mohamed Attaoui (ESP)                                                             | 1:45.20  | Catalin Tecuceanu (ITA)                                                                             | 1:45.40  |
| 1.500 metres llisos detalls    | Jakob Ingebrigtsen (NOR)                                                                                            | 3:31.95  | Jochem Vermeulen (BEL)                                                            | 3:33.30  | Pietro Arese (ITA)                                                                                  | 3:33.34  |
| 5.000 metres detalls           | Jakob Ingebrigtsen (NOR)                                                                                            | 13:20.11 | George Mills (GBR)                                                                | 13:21.38 | Dominic Lokinyomo Lobalu (SUI)                                                                      | 13:21.61 |
| 10.000 metres detalls          | Dominic Lokinyomo Lobalu (SUI)                                                                                      | 28:00.32 | Yann Schrub (FRA)                                                                 | 28:00.48 | Thierry Ndikumwenayo (ESP)                                                                          | 28:00.96 |
| Marató detalls                 | Yemaneberhan Crippa (ITA)                                                                                           | 1:01:03  | Pietro Riva (ITA)                                                                 | 1:01:04  | Amanal Petros (GER)                                                                                 | 1:01:07  |
| Marató detalls                 | Itàlia | 3:03:34  | Israel                                                                            | 3:04:09  | Alemanya                                                                                            | 3:05:33  |
| 110 metres tanques detalls     | Lorenzo Simonelli (ITA)                                                                                             | 13.05    | Enrique Llopis (ESP)                                                              | 13.16    | Jason Joseph (SUI)                                                                                  | 13.43    |
| 400 metres tanques detalls     | Karsten Warholm (NOR)                                                                                               | 46.98    | Alessandro Sibilio (ITA)                                                          | 47.50    | Carl Bengtström (SWE)                                                                               | 47.94    |
| 3.000 metres obstacles detalls | Alexis Miellet (FRA)                                                                                                | 8:14.01  | Djilali Bedrani (FRA)                                                             | 8:14.36  | Karl Bebendorf (GER)                                                                                | 8:14.41  |
| 4x100 metres relleus detalls   | ItàliaMatteo Melluzzo · Marcell Jacobs · Lorenzo Patta · Filippo Tortu · Roberto Rigali* · Lorenzo Simonelli*       | 37.82    | Països BaixosElvis Afrifa · Taymir Burnet · Xavi Mo-Ajok · Nsikak Ekpo            | 38.46    | AlemanyaKevin Kranz · Owen Ansah · Deniz Almas · Lucas Ansah-Peprah                                 | 38.52    |
| 4x400 metres relleus detalls   | BèlgicaJonathan Sacoor · Robin Vanderbemden · Dylan Borlée · Alexander Doom · Florent Mabille* · Christian Iguacel* | 2:59.84  | ItàliaLuca Sito · Vladimir Aceti · Riccardo Meli · Edoardo Scotti · Brayan Lopez* | 3:00.81  | AlemanyaManuel Sanders · Jean Paul Bredau · Marc Koch · Emil Agyekum · Lukas Krappe* · Tyler Prenz* | 3:00.82  |
| 20 km marxa detalls            | Perseus Karlström (SWE)                                                                                             | 1:19:13  | Paul McGrath (ESP)                                                                | 1:19:31  | Francesco Fortunato (ITA)                                                                           | 1:19:54  |

#### Salts i llançaments
| Prova                          | Or                        | Or    | Plata                     | Plata | Bronze                                 | Bronze    |
| Salt d'alçada detalls          | Gianmarco Tamberi (ITA)   | 2.37  | Vladyslav Lavskyy (UKR)   | 2.29  | Oleh Doroshchuk (UKR)                  | 2.26      |
| Salt de perxa detalls          | Armand Duplantis (SWE)    | 6.10  | Emmanouil Karalis (GRE)   | 5.87  | Ersu Şaşma (TUR) · Oleg Zernikel (GER) | 5.82 5.82 |
| Salt de llargada detalls       | Miltiadis Tentoglou (GRE) | 8.65  | Mattia Furlani (ITA)      | 8.38  | Simon Ehammer (SUI)                    | 8.31      |
| Triple salt detalls            | Jordan Díaz (ESP)         | 18.18 | Pedro Pichardo (POR)      | 18.04 | Thomas Gogois (FRA)                    | 17.38     |
| Llançament de pes detalls      | Leonardo Fabbri (ITA)     | 22.45 | Filip Mihaljević (CRO)    | 21.20 | Michał Haratyk (POL)                   | 20.94     |
| Llançament de disc detalls     | Kristjan Čeh (SLO)        | 68.08 | Lukas Weißhaidinger (AUT) | 67.70 | Mykolas Alekna (LTU)                   | 67.48     |
| Llançament de javelina detalls | Jakub Vadlejch (CZE)      | 88.65 | Julian Weber (GER)        | 85.94 | Oliver Helander (FIN)                  | 85.75     |
| Llançament de martell detalls  | Wojciech Nowicki (POL)    | 80.95 | Bence Halász (HUN)        | 80.49 | Mykhaylo Kokhan (UKR)                  | 80.18     |

#### Combinada
| Prova           | Or                 | Or   | Plata                 | Plata | Bronze                | Bronze |
| Decatló detalls | Johannes Erm (EST) | 8764 | Sander Skotheim (NOR) | 8635  | Makenson Gletty (FRA) | 8604   |

### Categoria femenina

#### Pista
| Prova                          | Or | Or       | Plata                                                                                     | Plata    | Bronze                                                                                        | Bronze   |
| 100 metres llisos detalls      | Dina Asher-Smith (GBR) | 10.99    | Ewa Swoboda (POL)                                                                         | 11.03    | Zaynab Dosso (ITA)                                                                            | 11.03    |
| 200 metres llisos detalls      | Mujinga Kambundji (SUI) | 22.49    | Daryll Neita (GBR)                                                                        | 22.50    | Hélène Parisot (FRA)                                                                          | 22.63    |
| 400 metres llisos detalls      | Natalia Kaczmarek (POL) | 48.98    | Rhasidat Adeleke (IRL)                                                                    | 49.07    | Lieke Klaver (NED)                                                                            | 50.08    |
| 800 metres llisos detalls      | Keely Hodgkinson (GBR) | 1:58.65  | Gabriela Gajanová (SVK)                                                                   | 1:58.79  | Anaïs Bourgoin (FRA)                                                                          | 1:59.30  |
| 1.500 metres llisos detalls    | Ciara Mageean (IRL) | 4:04.66  | Georgia Bell (GBR)                                                                        | 4:05.33  | Agathe Guillemot (FRA)                                                                        | 4:05.69  |
| 5.000 metres detalls           | Nadia Battocletti (ITA) | 14:35.29 | Karoline Bjerkeli Grøvdal (NOR)                                                           | 14:38.62 | Marta García (ESP)                                                                            | 14:44.04 |
| 10.000 metres detalls          | Nadia Battocletti (ITA) | 30:51.32 | Diane van Es (NED)                                                                        | 30:57.24 | Megan Keith (GBR)                                                                             | 31:04.77 |
| Mitja marató detalls           | Karoline Bjerkeli Grøvdal (NOR) | 1:08:09  | Joan Chelimo (ROM)                                                                        | 1:08:55  | Calli Hauger-Thackery (GBR)                                                                   | 1:08:58  |
| Mitja marató detalls           | Regne Unit | 3:03:34  | Alemanya                                                                                  | 3:31:59  | Espanya                                                                                       | 3:33:16  |
| 100 metres tanques detalls     | Cyréna Samba-Mayela (FRA) | 12.31    | Ditaji Kambundji (SUI)                                                                    | 12.40    | Pia Skrzyszowska (POL)                                                                        | 12.42    |
| 400 metres tanques detalls     | Femke Bol (NED) | 52.49    | Louise Maraval (FRA)                                                                      | 54.23    | Cathelijn Peeters (NED)                                                                       | 54.37    |
| 3.000 metres obstacles detalls | Alice Finot (FRA) | 9:16.22  | Gesa Felicitas Krause (GER)                                                               | 9:18.06  | Elizabeth Bird (GBR)                                                                          | 9:18.39  |
| 4x100 metres relleus detalls   | Regne UnitDina Asher-Smith · Desirèe Henry · Amy Hunt · Daryll Neita · Asha Philip*                                                          | 41.91    | FrançaOrlann Oliere · Gémima Joseph · Hélène Parisot · Sarah Richard · Maroussia Paré*    | 42.15    | Països BaixosNadine Visser · Marije van Hunenstijn · Minke Bisschops · Tasa Jiya              | 42.46    |
| 4x400 metres relleus detalls   | Països BaixosLieke Klaver · Cathelijn Peeters · Lisanne de Witte · Femke Bol · Eveline Saalberg* · Anne van de Wiel* · Myrte van der Schoot* | 3:22.39  | IrlandaSophie Becker · Rhasidat Adeleke · Phil Healy · Sharlene Mawdsley · Lauren Cadden* | 3:22.71  | BèlgicaNaomi Van Den Broeck · Imke Vervaet · Cynthia Bolingo · Helena Ponette · Camille Laus* | 3:22.95  |
| 20 km marxa detalls            | Antonella Palmisano (ITA) | 1:28:08  | Valentina Trapletti (ITA)                                                                 | 1:28:37  | Lyudmyla Olyanovska (UKR)                                                                     | 1:28:48  |

#### Salts i llançaments
| Event                          | Or                        | Or    | Plata                     | Plata | Bronze                   | Bronze |
| Salt d'alçada detalls          | Yaroslava Mahuchikh (UKR) | 2.01  | Angelina Topić (SRB)      | 1.97  | Iryna Herashchenko (UKR) | 1.95   |
| Salt de perxa detalls          | Angelica Moser (SUI)      | 4.78  | Katerina Stefanidi (GRE)  | 4.73  | Molly Caudery (GBR)      | 4.73   |
| Salt de llargada detalls       | Malaika Mihambo (GER)     | 7.22  | Larissa Iapichino (ITA)   | 6.94  | Agate de Sousa (POR)     | 6.91   |
| Triple salt detalls            | Ana Peleteiro (ESP)       | 14.85 | Tuğba Danışmaz (TUR)      | 14.57 | Ilionis Guillaume (FRA)  | 14.43  |
| Llançament de pes detalls      | Jessica Schilder (NED)    | 18.77 | Jorinde van Klinken (NED) | 18.67 | Yemisi Ogunleye (GER)    | 18.62  |
| Llançament de disc detalls     | Sandra Elkasević (CRO)    | 67.04 | Jorinde van Klinken (NED) | 65.99 | Liliana Cá (POR)         | 64.53  |
| Llançament de javelina detalls | Victoria Hudson (AUT)     | 64.62 | Adriana Vilagoš (SRB)     | 64.42 | Marie-Therese Obst (NOR) | 63.50  |
| Llançament de martell detalls  | Sara Fantini (ITA)        | 74.18 | Anita Włodarczyk (POL)    | 72.92 | Rose Loga (FRA)          | 72.68  |

#### Combinada
| Event            | Or                     | Or   | Plata                       | Plata | Bronze           | Bronze |
| Heptatló detalls | Nafissatou Thiam (BEL) | 6848 | Auriana Lazraq-Khlass (FRA) | 6635  | Noor Vidts (BEL) | 6596   |

### Categoria mixta
| Event                        | Or                                                                                | Or      | Plata                                                             | Plata   | Bronze                                                                           | Bronze  |
| 4x400 metres relleus detalls | IrlandaChristopher O'Donnell · Rhasidat Adeleke · Thomas Barr · Sharlene Mawdsley | 3:09.92 | ItàliaLuca Sito · Anna Polinari · Edoardo Scotti · Alice Mangione | 3:10.69 | Països BaixosLiemarvin Bonevacia · Lieke Klaver · Isaya Klein Ikkink · Femke Bol | 3:10.73 |

## Medaller
| Núm. | País          | Or | Argent | Bronze | Total |
| ---- | ------------- | -- | ------ | ------ | ----- |
| 1    | Itàlia        | 11 | 9      | 4      | 24    |
| 2    | França        | 4  | 5      | 7      | 16    |
| 3    | Regne Unit    | 4  | 3      | 7      | 14    |
| 4    | Noruega       | 4  | 2      | 1      | 7     |
| 5    | Suïssa        | 4  | 1      | 4      | 9     |
| 6    | Països Baixos | 3  | 5      | 4      | 12    |
| 7    | Bèlgica       | 3  | 1      | 2      | 6     |
| 8    | Espanya       | 2  | 3      | 3      | 8     |
| 9    | Polònia       | 2  | 2      | 2      | 6     |
| 10   | Irlanda       | 2  | 2      | 0      | 4     |
| 11   | Suècia        | 2  | 0      | 0      | 2     |
| 12   | Alemanya      | 1  | 3      | 7      | 11    |
| 13   | Grècia        | 1  | 2      | 0      | 3     |
| 14   | Ucraïna       | 1  | 1      | 4      | 6     |
| 15   | Àustria       | 1  | 1      | 0      | 2     |
| 15   | Croàcia       | 1  | 1      | 0      | 2     |
| 17   | Eslovènia     | 1  | 0      | 0      | 1     |
| 17   | Estònia       | 1  | 0      | 0      | 1     |
| 17   | Txèquia       | 1  | 0      | 0      | 1     |
| 20   | Sèrbia        | 0  | 2      | 0      | 2     |
| 21   | Portugal      | 0  | 1      | 2      | 3     |
| 22   | Turquia       | 0  | 1      | 1      | 2     |
| 23   | Eslovàquia    | 0  | 1      | 0      | 1     |
| 23   | Hongria       | 0  | 1      | 0      | 1     |
| 23   | Israel        | 0  | 1      | 0      | 1     |
| 23   | Romania       | 0  | 1      | 0      | 1     |
| 27   | Finlàndia     | 0  | 0      | 1      | 1     |
| 27   | Lituània      | 0  | 0      | 1      | 1     |
|      | TOTAL         | 49 | 49     | 50     | 148   |